# The Cigarette Girl
The Cigarette Girl er en amerikansk stumfilm fra 1917 af William Parke.

## Medvirkende
- Gladys Hulette.
- Warner Oland som Mr. Wilson.
- William Parke Jr. som Money Meredith.
- Florence Hamilton som Mrs. Wilson.
- Billy Sullivan.